# Registraduría Nacional del Estado Civil de Colombia
La Registraduría Nacional del Estado Civil es la agencia gubernamental de la República de Colombia encargada de recopilar y almacenar las estadísticas vitales e información de identificación de todos los ciudadanos, contar los votos de las campañas para el Congreso, la presidencia y la vicepresidencia, y regular la distribución y organización de la documentación de identidad de cada ciudadano para fines legales.
Su sede principal está ubicada en Bogotá, Distrito Capital. El Registrador Nacional actualmente es Hernán Penagos. 

## Cédula de Ciudadanía
Los ciudadanos colombianos obtienen su cédula de identidad, para poder votar en elecciones regionales y presidenciales, y también hacer todos los trámites de permisos. 
No portar el documento de identificación no es sancionable según sentencia T-385/19 de la corte constitucional, solo es sancionable resistirse a la identificación como lo indica el artículo 35 del Código Nacional de Seguridad y Convivencia numeral 3. Falta del documento de identidad permite a las autoridades locales detener al ciudadano mientras se verifica la identidad en la base de datos del gobierno. La Cédula de Ciudadanía es un documento requerido para entrar y salir del país, independientemente del lugar de residencia o segunda nacionalidad de un ciudadano colombiano. Este requisito solo se aplica a los colombianos que han renunciado a la ciudadanía colombiana, luego del debido proceso. El gobierno colombiano realizó cambios significativos a la cédula y exigirá que todos los ciudadanos cambien a la nueva identificación nacional electrónica en el futuro.
A finales del año 2020, la Registraduría Nacional del Estado Civil, empezó a expedir la Cédula Digital Colombiana en los 32 departamentos y el Distrito Capital de Bogotá. Siendo así, implementando una mayor verificación de datos personales, seguridad y acceso a sitios físicos y virtuales con funciones biométricas.

## Habeas Data
La registraduría nacional se ciñe a la sentencia c-748/11 de la corte constitucional que indica que los datos relacionados con el registro civil de las personas no necesitan de autorización por parte del titular manejando a su vez un formato de plena identificación que implica el registro decadactilar que puede imponerse a imputados, las bases de datos a que se da acceso casual por ejemplo a la fiscalía son (ANI, WEBSERVICE - CCT, INTERAFIS, SIRC,GED ID y GED RC).